# Lindströmite
La lindströmite è un minerale.